# Мойсіївка (Коростенський район)
Мойсі́ївка — село в Україні, у Коростенському районі Житомирської області. Населення становить 65 осіб (2001).

## Географія
Через південно-східну околицю села протікає річка Гутлянка.

## Історія
У 1906 році — колонія Фасівської волості Житомирського повіту Волинської губернії. Відстань від повітового міста 57 верст, від волості 15. Дворів 71, мешканців 565.
У 1924—54 роках — адміністративний центр Мойсіївської сільської ради.

## Населення

### Мова
Розподіл населення за рідною мовою за даними перепису 2001 року:
| Мова       | Кількість | Відсоток |
| ---------- | --------- | -------- |
| українська | 62        | 95.38%   |
| російська  | 3         | 4.62%    |
| Усього     | 65        | 100%     |